# سپیدار ویلسونی

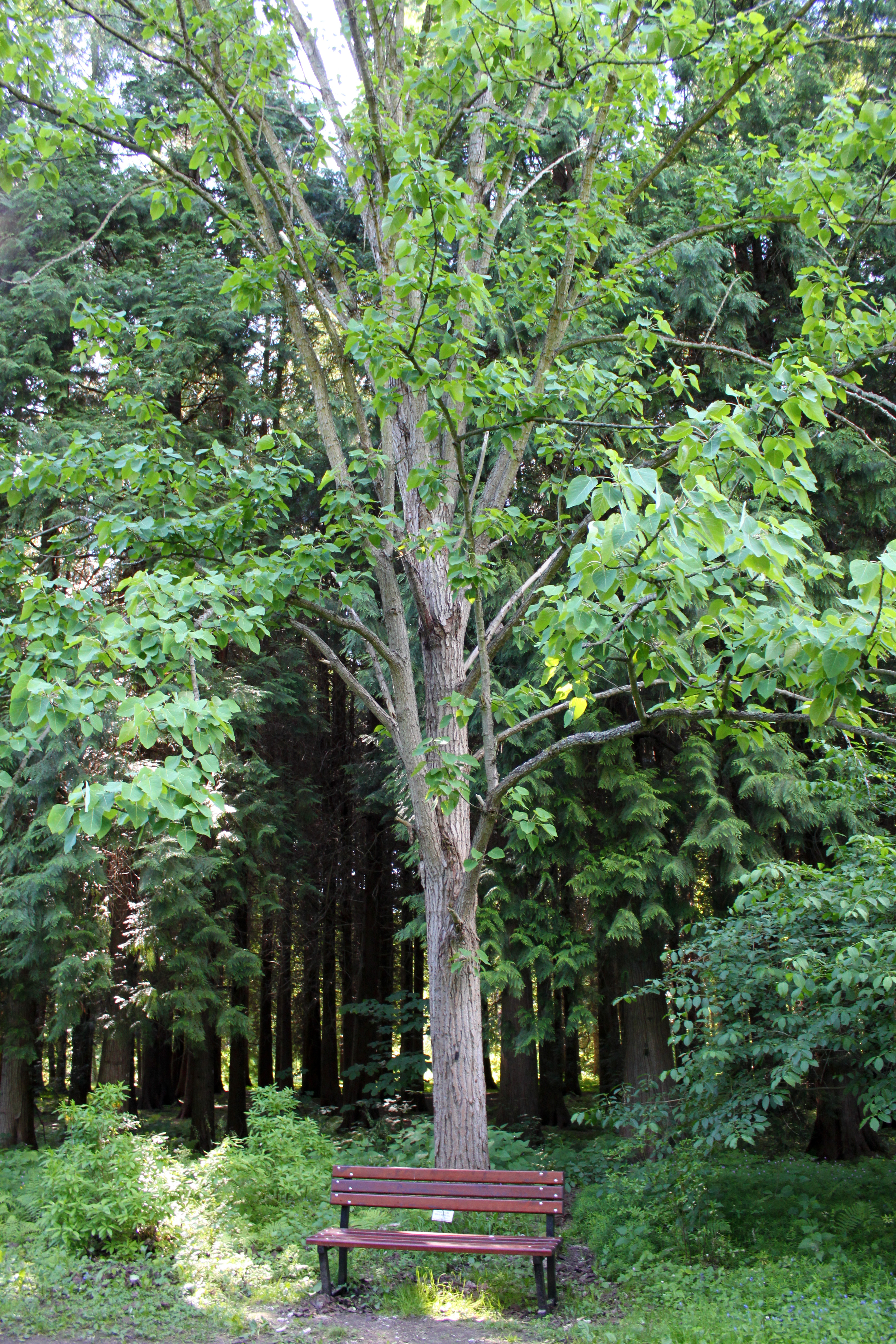

سپیدار ویلسونی (انگلیسی: Populus wilsonii) گونه‌ای از درختان صنوبر برگ‌ریز است که در استان‌های گانسو، هوبی، شانشی، سیچوان، ژیزانگ و یوننان چین یافت می‌شود. این درخت دارای برگ‌های بیضی شکل در قاعده نسبت به نوک آن است و می‌تواند تا ارتفاع ۲۵ متر با قطر سینه ۱.۵ متر رشد کند.